# Ören, Småland
Ören är en sjö i Aneby kommun och Jönköpings kommun, öster om Gränna, i Småland och ingår i Motala ströms huvudavrinningsområde. Sjön är 39 meter djup, har en yta på 9 kvadratkilometer och befinner sig 196 meter över havet. Ören ligger i Ören Natura 2000-område. Sjön avvattnas via Örskanalen och sjön Bunn, vidare genom Röttleån till Vättern. Vid sjön ligger samhället Örserum. Vid provfiske har en stor mängd fiskarter fångats, bland annat abborre, bergsimpa, braxen och gers.
Jönköping–Gripenbergs Järnväg gick från 1900 längs med Örens södra sida. År 1911 inköpte ägaren av pensionatet Örensbadet en ångbåt som sattes i trafik mellan Örserum och Stora Hultrums station. På vägen anlöpte båten även fyra mindre bryggor. Båten gjorde två turer om dagen. Ångbåtstrafiken upphörde 1934-1935 i samband med att Gripenbergsbanan lades ned.

## Delavrinningsområde
Ören ingår i delavrinningsområde (642930-142793) som SMHI kallar för Utloppet av Ören. Delavrinningsområdets medelhöjd är 230 meter över havet och ytan är 46,88 kvadratkilometer. Det finns ett delavrinningsområde uppströms, och räknas det in blir den ackumulerade arean 83,34 kvadratkilometer. Röttleån som avvattnar delavrinningsområdets har biflödesordning 2, vilket innebär vattnet flödar genom totalt 2 vattendrag innan det når havet efter 227 kilometer. Delavrinningsområdet består mestadels av skog (50 %) och jordbruk (19 %). Avrinningsområdet har 8,99 kvadratkilometer vattenytor vilket ger avrinningsområdet en sjöprocent på 19,2 %. Bebyggelsen i området täcker en yta av 0,57 kvadratkilometer eller 1 % av avrinningsområdet.

## Fisk
Vid provfiske har följande fisk fångats i sjön:
| - Abborre - Bergsimpa - Braxen - Gärs - Gädda | - Lake - Mört - Nors - Röding - Sarv | - Sik - Siklöja - Stensimpa - Sutare |